# Dan Republike, SFRJ
Dan Republike bio je praznik u SFRJ koji se slavio 29. studenoga. Njime se obilježavala godišnjica 2. zasjedanja AVNOJ-a 29. studenoga 1943., kada su predstavnici partizanskoga pokreta proglasili federalni ustroj Jugoslavije, te ustavotvornu skupštinu FNRJ 29. studenoga 1945.
Službeno se prestao obilježavati raspadom SFRJ.